# Celestino Rocha da Costa
Celestino Rocha da Costa (São Tomé i Príncipe, 25 de setembre de 1938 - 23 de desembre de 2010) és un advocat i polític africà, que fou el darrer Primer ministre de São Tomé i Príncipe abans de les eleccions legislatives de São Tomé i Príncipe de 1991. Era germà gran del també polític Guilherme Posser da Costa i cosí del president Manuel Pinto da Costa.
Llicenciat en dret per la Universitat de Coïmbra, el 1970 va treballar com a delegat de la Procuradoria de la República, i en 1975 fou destinat a São Tomé com a tècnic del Ministeri de Justícia. Militant del MLSTP, durant el procés d'independència de São Tomé i Príncipe fou president de la Comissió Electoral Central i en juny de 1976 fou nomenat Secretari d'Estat de Justícia. De 1976 a 1978 fou nomenat ministre d'Educació i Cultura, de 1978 a 1982 Ministre de Justícia i de 1983 a 1985 ministre de Comerç i Pesca.
Posteriorment fou nomenat Ministre d'Estat per a l'àrea social, càrrec que abandonà el gener de 1988 quan fou nomenat Primer ministre de São Tomé i Príncipe, càrrec que va ocupar del 8 de gener de 1988 al 7 de febrer de 1991. Després de les eleccions legislatives de São Tomé i Príncipe de 1991 va deixar el càrrec. Fou acusat per alguns mitjans d'haver-se apropiat de 10,8 milions de dòlars d'un crèdit d'ajuda italià.
No tornà a ocupar cap càrrec públic fins que fou nomenat conseller del primer ministre per al petroli en 1999, i en 2001 fou membre de la Comissió Nacional del Petroli. Va morir en 2010 a l'Hospital de Santa Maria, a Portugal, després d'una llarga malaltia.